# Glochidion andersonii
Glochidion andersonii är en emblikaväxtart som beskrevs av Airy Shaw. Glochidion andersonii ingår i släktet Glochidion och familjen emblikaväxter. Inga underarter finns listade i Catalogue of Life.